# Arteria del canale pterigoideo
L’arteria del canale pterigoideo (o arteria vidiana ) è un'arteria collocata all'interno del canale pterigoideo, nella testa. 
Di solito deriva dall'arteria carotide esterna, ma può derivare dall'arteria carotide interna o esterna o fungere da anastomosi tra i due.
L'eponimo, l'arteria vidiana, deriva dal chirurgo e anatomista italiano Guido Guidi.

## Dall'arteria carotide esterna
In questo caso; l'arteria passa all'indietro lungo il canale pterigoideo con il nervo omonimo. È distribuito nella parte superiore della faringe e nel tubo uditivo, inviando nella cavità timpanica un piccolo ramo che si anastomizza con le altre arterie timpaniche. 
Può finire nell'orofaringe.

## Dall'arteria carotide interna
In questo caso; l'arteria passa all'indietro lungo il canale pterigoideo con il nervo corrispondente. L'arteria è un piccolo ramo incostante che passa nel canale pterigoideo e si anastomizza con un ramo pterigopalatino dell'arteria mascellare. 

Schema dei rami dell'arteria mascellare